# 托馬斯區
12°14′18″S 75°44′46″W / 12.2383°S 75.7460°W
托馬斯區（西班牙語：Distrito de Tomas），是秘魯的一個區，位於該國中南部利馬大區的堯約斯省，始建於1933年10月16日，面積299.3平方公里，海拔高度3,540米，2005年人口596，人口密度每平方公里2人。